# Агано (лёгкий крейсер)
Агано  (яп. 阿賀野) — головной корабль в серии из четырёх лёгких крейсеров типа Агано Императорского флота Японии времён Второй мировой войны. Получил название по реке Агано в префектурах Фукусима и Ниигата в Японии.

## Описание проекта
Лёгкие крейсера типа Агано были спроектированы как быстрые легко вооружённые командные корабли для соединений эскадренных миноносцев или подводных лодок, и были предназначены для замены лёгких крейсеров предыдущих типов, спроектированных вскоре после окончания Первой мировой войны.

## Служба во флоте
Построенный на верфи Сасебо, Агано был завершён к 31 октября 1942 года и первоначально был приписан к 10-й эскадре эсминцев японского 3-го флота. 16 декабря 1942 года Агано начал принимать участие в своей первой боевой операции, вместе с авианосцем Дзюнъё и другими кораблями осуществлял эскортирование конвоя с войсками к Вевэку и Мадангу на Новой Гвинее.
Агано в дальнейшем принял участие в эвакуации японских войск с Гуадалканала, после чего корабль прошёл небольшую модернизацию и ремонт, чтобы войти в состав мощного соединения кораблей, собираемого для контратаки американских войск, высадившихся на остров Атту в архипелаге Алеутских островов. Однако к тому моменту японские войска были разбиты, и американцы завершили захват острова, поэтому операция была отменена.
В июне 1943 года Агано был направлен верфь Куре на модернизацию, во время которой был установлен поисковый радар тип 21 и десять 25-мм зенитных автоматов на двух спаренных и двух строенных установках в дополнение к двум строенным, увеличив общее их количество до шестнадцати. После прохождения ремонта и сухого дока Агано был направлен на Трук в архипелаге Каролинских островов с большим соединением японских кораблей. Несмотря на то, что корабль неоднократно обнаруживали американские подводные лодки и атаку на авианосец Дзуйхо, Агано без повреждений дошёл до Трука, откуда перевёз войска в Рабаул.
Агано вошёл в состав соединения, которое должно было перехватить американские силы у Эниветок а в сентябре 1943 года, но они не были обнаружены. Следующая попытка перехвата американских войск в октябре также закончилась неудачно. Тем не менее, 2 ноября 1943 года в рамках поддержки флотом обороны Рабаула Агано принял участие в большом сражении (Сражение в заливе Императрицы Августы) против американского соединения кораблей, в котором были потеряны крейсер Сэндай и эсминец Хацукадзэ. Через три дня, после возвращения в Рабаул, Агано едва не был потерян в результате авианалёта авиагрупп американских авианосцев Саратога и Принстон, но получил только лёгкие повреждения, погиб один член экипажа. Флот вышел в море на перехват американских кораблей, но операция была отменена и корабли вернулись в Рабаул 7 ноября 1943 года.
В гавани Рабаула торпеда, сброшенная с американского торпедоносца TBF Avenger, во время авианалёта попала в Агано в районе кормы, причинив тяжёлые повреждения и ранив контр-адмирала Морикадзу Осуги. На следующий день вместе с тремя другими кораблями Агано направился на Трук, но по пути был торпедирован американской подводной лодкой Скамп. Подводная лодка Альбакор также пыталась предпринять атаку, но была остановлена сбросом глубинных бомб. Агано был взят на буксир кораблём того же типа, Носиро и вернулся на Трук 16 ноября 1943 года.
После трёх месяцев срочного ремонта Агано смог использовать два из четырёх винтов и был отправлен с Трука вечером 15 февраля 1944 в Японию на капитальный ремонт. Корабль эскортировал эсминец Оитэ. Пройдя всего 160 миль к северу от Трука, в 16:50 16 февраля крейсер получил попадание двух торпед с подводной лодки Скэйт, которые нанесли критические повреждения. Из экипажа 726 человек только 523 было спасено Оитэ, и в 05:17 следующим утром Агано затонул в точке 10°11′ с. ш. 151°42′ в. д. .
При возвращении на Трук Оитэ 18 февраля был потоплен торпедоносцами «Эвенджер» во время Операции Хэйлстоун, в результате чего спаслось только двадцать человек из экипажа эсминца. Весь экипаж Агано погиб, поиски успехов не имели.
Агано был исключён из списков флота 31 марта 1944 года.

## Командиры
- 15.2.1942 — 5.8.1943 капитан 1 ранга (тайса) Ко Накагава(яп. 中川浩);
- 5.8.1943 — 17.11.1943 капитан 1 ранга (тайса) Хироси Мацубара (яп. 松原博);
- 17.11.1943 — 17.2.1944 капитан 1 ранга (тайса) Такамото Мацуда (яп. 松田尊睦).